# Szentetornya
Szentetornya Orosházához tartozó település Békés vármegyében.
1902-ben Pusztaszenttornya és Szabadszentetornya egyesítésével keletkezett, majd 1946-ban Orosházával egyesítették Orosháza-Szentetornya néven.

## Fekvése
Orosháza északnyugati részén helyezkedik el, főutcája a 4408-as út. Áthalad rajta a Kiskunfélegyháza–Orosháza-vasútvonal, amelynek egy megállási pontja is van itt; Szentetornya megállóhely a városrész északkeleti szélén helyezkedik el, közúti elérését a 44 313-as számú mellékút biztosítja.

## Története

### Középkor
A község elnevezésére az Árpád-korban itt élő Szente nevű magyar főúr neve szolgálhatott  és a föld a Szente-Mágocs nemzetség tulajdona volt. Ez a nemzetség igen kiterjedt volt, számos birtokkal rendelkezett az Alföldön is. A Szente-Tornya az itt felépített toronyra utal, ami lehetett templom vagy egy kastély tornya is.
1456-ban Szentetornya több idetartozó pusztával együtt a szentandrási uradalom kiegészítő részét s így a Hunyadiak birtokát képezte. A legalább részben is ide tartozó puszták nevei: Gádoros, Lábasegyház, Wrzegweghaz, Zeleméres, Libeczegyház, Tőkemonostora, Kétkupa és Tompa nevet viseltek. Libeczegyház később Mágocsba olvadt bele s így annál bizonyosabb, hogy Szentetornya és Mágocs valaha egy földesúr kezén volt.
Hunyadi János halála után özvegye Szilágyi Erzsébet örökli meg, aki viszont elajándékozza 1471-ben a a Budavári prépostságnak. A prépost nem sokáig tart rá igényt, hiszen Budától messze van és csak egy legelő, ezért 1477-ben a nyulak szigetbeli (Margitszigeti) apácák kapják meg.  Tőlük azonban visszaveszik.
1484-ben Hunyadi Mátyás király kapta meg a területet, majd annak fia, Corvin János lett a tulajdonos. Ő viszont tovább ajándékozta a királyi udvar egyik elöljárójának, Dánffy Andrásnak. Egészen 1508-ig a Dánffy család birtokolták Szentetornyát.

### Török hódítás ideje
II. Ulászló magyar király Szentandrást, Csabacsűdöt, Szentmiklóst és Szentetornyát adományba adta Podmaniczky János és Horváth János  nemeseknek.
1560-ban már közel 80 jobbágy család lakta a falut, 1563-ban pedig 88 itt lakó családot írtak össze.
Gyula eleste után Szentetornya egy ideig még megmaradt népes községnek, de 
1596-ban a tatárok teljesen eltüntették ezt a települést is, lerombolták és felgyújtották a házakat.
1640-től igen sok kézben megfordult a terület. Adományozások, öröklések és bérlések révén sok nemesi család is uralta a vidéket.

### 18. századtól
1719-ben Száraz György kapta meg a kincstártól.
1796-ban már három család osztozott a birtokon: a Montágh, Rosthy és Horváthy.
1846-ban  jobbágy családok érkeztek ide Orosházáról és földet vásárolnak főleg szőlő ültetésére. Ezek a jobbágyok megalapították Szabad-Szentetornyát és kiválnak az uradalmi birtokból.
A tanyarendszer kiformálódásának felerősödését a Vásárhelyi puszta 1850. évi, az orosházi közlegelő 1859. évi és az Orosháza részét képviselő, legelőként használt Kiscsákónak 1863-ban megvalósított felosztása hozta magával.
A Horváthy család birtokából pedig Balla Károly orosházi gazda vásárolt meg egy darabot amit el is neveztek Balla-Szentetornyának.
A fennmaradó területen környező birtokosok létrehoztak egy másik falut, melyet Puszta-Szentetornyának neveztek el. 1858-ban ennek részei voltak a Baumgarten major, Eötvös major, Jurenák major, Laposi major, Székács major és  Szántó major. Ez az osztogatás úgy volt lehetséges, hogy az akkori terület a mai Szentetornya csaknem nyolcszorosa volt.
Az 1800-as évek közepétől három falu működött: 
- Balla-Szentetornya,
- Szabad-Szentetornya,
- Puszta-Szentetornya.

### 20. század
1904-től egyesült a három korábbi területrész és közel 16 ezer holdon létrejött Szentetornya (Megjegyzés: 1 hold = 5755 m², tehát területe 92 millió 80 ezer m², azaz 92 km². Orosháza területe ma 202 km².)  

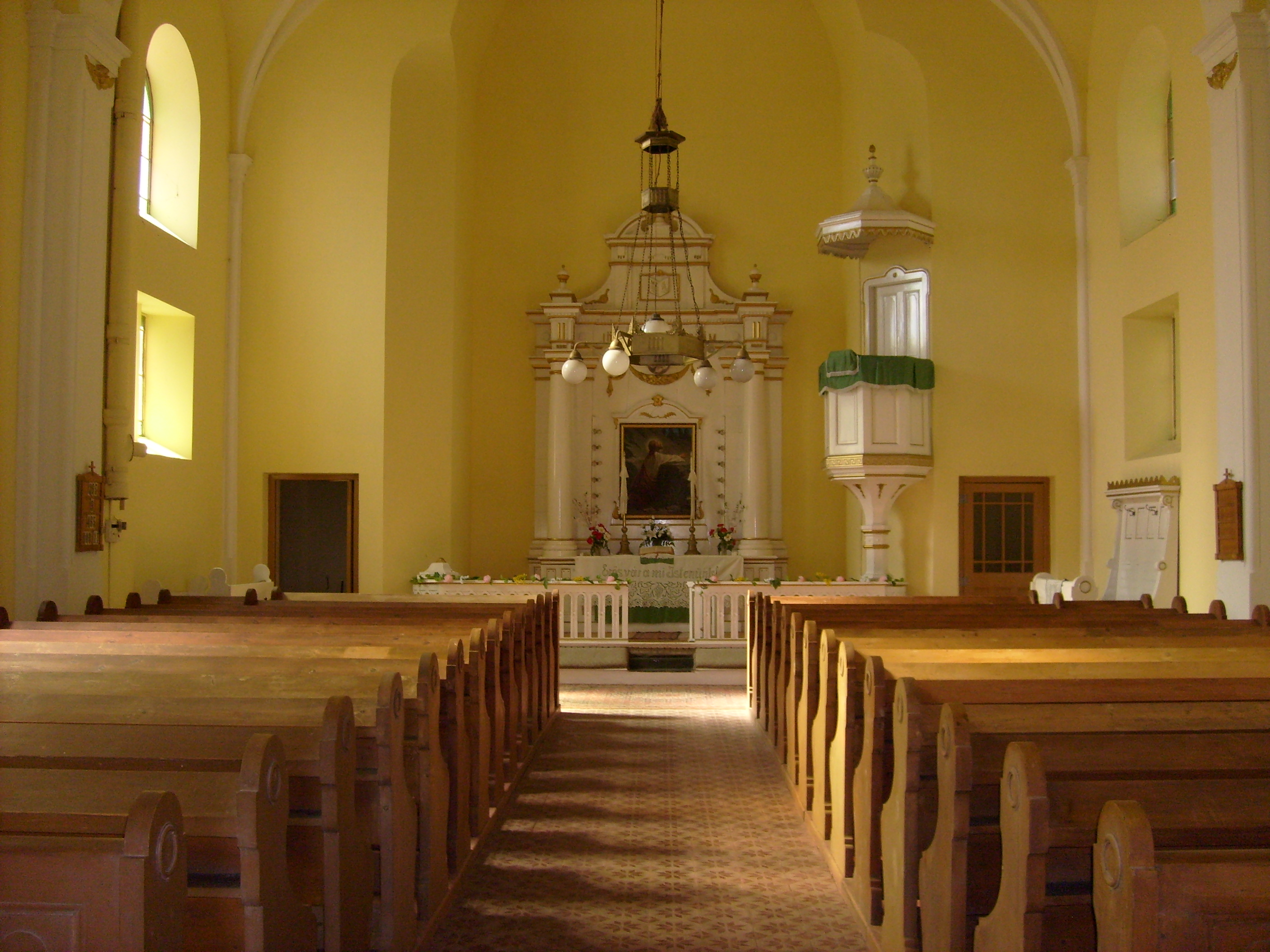
Az evangélikus templom belülről

Lakosai száma egyre gyarapszik, erről népszámlálási adatok tanúskodnak:
- 1910-ben 5230-an éltek itt,
- 1920-ban már 5500-an,
- 1930-ra már 5700 lakos népesítette be a falut.

Az 1904-ig két községből álló Szentetornya állapota sajátosnak mondható: A kiépült belterülettel rendelkező, igen csekély határral bíró Szabadszentetornyán mindössze 15—20 tanya volt, tekintve hogy faluszerű utcákra tagolódott.  A kis híján 15 ezer kat. holdas — nem  faluszerű — Pusztaszentetornyát pedig tizenkét nagy- illetve középbirtok uralta, a kisebbségben lévő parasztgazdaságok tanyáinak száma száz-százötvenre becsülhető. A lakosság lélekszáma  Szentetornyán 1910-ben: 5231,  1920-ban: 5506,  1930-ban: 5732. A Szőlőket csak 1936-ban, az 1922-től beépülő Rákóczitelepet még később nyilvánították belterületté. A Szőlőknek 1910-ben 2143, 1920-ban 2428, 1930-ban 2642 lakosa volt, Rákóczitelepnek 1930-ban 1460. Sem e két településrészre, sem Gyopárhalmára, sem Bónum java részére nem érvényesek a tanyai település fő jellegzetességei, mint ahogy a húszas években keletkezett Gyökeresre vagy a nagyobb szentetornyai majorokra szintén nem.

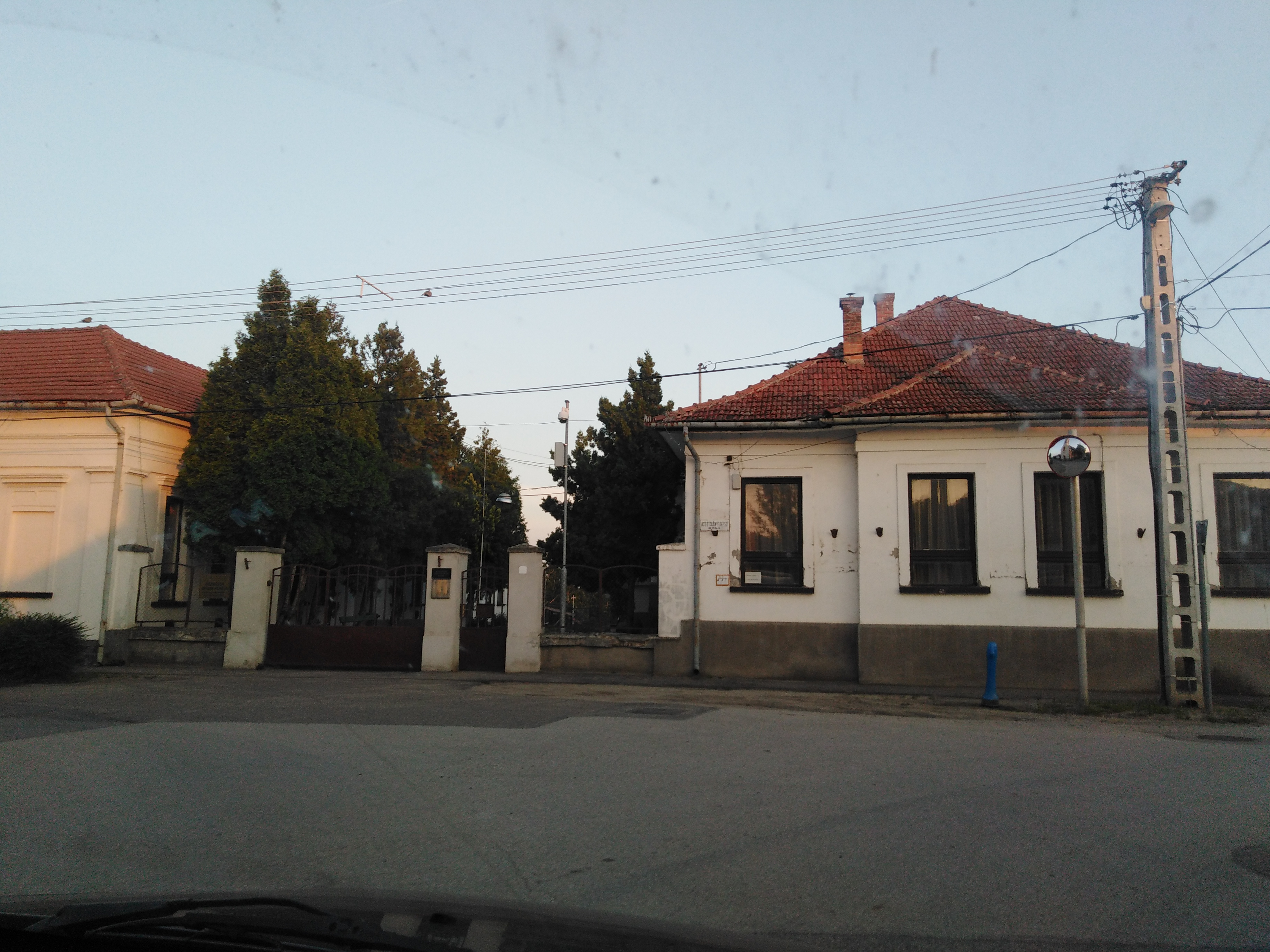
Közösségi Ház. Szentetornya Kosztolányi utca

Az 1904 óta egyesült két Szentetornyán a község életképtelen igazgatása, az uradalmi és a paraszti érdekek ütközése volt a jellemző, amely újra és újra fölvetette Szentetornya feloszlatásának a gondolatát. Szentetornyáról a megoldatlanság tényeit vonultatta fel a főszolgabíró: Községházája a tanyavilágban található, a korábbi pusztaszentetornyai községháza. Az 530 házból álló faluban csak jegyzői kirendeltség működik. A járás közigazgatási vezetője az 1903-ig fennálló viszonyok visszahozatalát (Szentetonya falu legyen önálló község, Pusztaszentetornya önálló pusztaközség) javasolta, esetleg a községháza és a kirendeltség felcserélését.  A közigazgatási szervezet módosításán kívül semmiféle más elgondolása nem volt a főszolgabírónak e község körül, jól indokolta viszont Gádoros „kikerekítésének" követelményét, amely Szentetonya határából is mintegy 1500 kat. hold átcsatolását igényelte. Miután a tervezet meghiúsult, 1930-ban a kétségbeesett gádorosiak a Csongrád vármegyéhez csatlakozással próbálkoztak. 1934-ben a két megye az „ősi határok védelme" jegyében egyetértéssel levette a napirendről az ügyet. A Békés vármegyei „tanyabizottság" 1928. április 25-i ülése a minket közelebbről érintő ügyekben is véleményt formált: Bár többen is Szentetornya falu Orosházához csatolását és Pusztaszentetornya ismételt önállósítását javasolták, győzött az alispáni álláspont, amely szerint feltétlenül orvoslást kíván a szentetornyai állapot, de egyelőre függőben kell tartani. Nagyszénás-Ujpuszta Kiscsákó-hoz csatolását elvetették, egy nagyszénási elöljárói kirendeltség szervezését viszont helyeselték.
Az 1920-1930-as évtizedek hosszadalmas, de eredményt nem termő vitái zajlottak Szentetornya további sorsa, leginkább felosztásának mikéntje körül. Az érdekek és az ötletek valóságos kavalkádjáról beszélhetünk. A nagy területű községet már az egyesüléskor két „kerületre" osztották. Az I. kerületet a volt Pusztaszentetornya jelentette, ahol a községháza és a községi jegyző is elhelyezkedett, a II. kerületet pedig a kiépült volt Szabadszentetornya, ahol csak a segédjegyző működött. A falu lakossága állandó hátrányokat szenvedett el a megosztott közigazgatás, s főként a pusztára telepített községházához kötődő hatáskörök miatt. 1921-ben a lakosság nyomására a szentetornyai képviselő-testület úgy döntött, hogy a faluban (azaz a II. kerületben) külön és önálló községházát kell építeni, önálló hatáskörű jegyzői állást, egy második segédjegyzői és egy adó szedő esküdti állást kell szervezni. 1922-ben a jegyző és a segédjegyző munkába léptek, s a községben életbe lépett az „A" és a „B" anyakönyvi kerület, azaz a területileg megosztott anyakönyvezés is. A II. kerületi községházán 1922-1926 között a csendőrőrs számára is helyet adtak bérleti díj fejében.  A szentetornyai lakosság az 1922-es „átrendezéssel" sem lehetett megelégedve, különösen a magasabb községi adó miatt. Ezt jelzi több kezdeményezés, amelyek hivatalos támogatást nem kaptak. Krajnik György szentetornyai római katolikus plébános 1921 elején Szabadszentetornya és Gyopárhalma egyesítésével kívánt önálló községet alakítani. Miután csupa szegény lakosa lenne, nem tudná magát fenntartani – szólt a képviselő-testület határozata. Győri József és társai az Eötvös-majorban akartak 250 kat. holdat kérni falutelepítés céljára. Ezt még inkább ellenezte a testület, az elszakadástól tartva. Szabó András és társai kisbirtokosok a volt pusztaszentetornyai terület minden adó- és más ügyét az I. kerületi községházához kívánták visszatelepíteni 1923-1924-ben beadott kérelmükben. Elutasították őket, hiszen az adóügyi jegyzőt lakással együtt át kellett volna költöztetni a II. kerületből. Szentetornya zavaros és költséges viszonyainak tisztázásához az 1924. évi 4. törvénycikk (a községek pénzügyi egyensúlyának helyreállításáról) és a végrehajtására kiadott 177.300/1924. B. M. sz. körrendelet adott átmeneti lökést. A körrendelet szerint a belügyminiszternek jogában állott az összeépült vagy egészen közel fekvő községek egyesítése, egyes községi határrészek átcsatolása s megszüntethette a „közigazgatás követelményeit ki nem elégítő községi alakulatokat." E jogszabály alapján 1925 és 1935 között 192 község szűnt meg, illetve egyesült az országban.
Békés vármegye alispánja érvek alapján bocsátotta ki 13.169/1924. sz. leiratát Szentetornya felosztásának tervezetével. A szentetornyai képviselő-testület 29:2 arányban a község fennmaradása mellett foglalt állást. Hivatkozott a község ősi voltára, s arra, hogy az érintett lakosság közigazgatási és kulturális ellátása a feloszlatással sem lenne jobb. Szentetornya az állami egyenes adók mindössze egynegyedét jelentő községi pótadóval el tudja látni a feladatát – hangsúlyozta a határozat. Orosháza képviselő-testülete „kívánatosnak, szükségesnek és célszerűnek" tartotta Szentetornya feloszlatását, mert igazgatása költséges és nehézkes, a község lakosságának gazdasági és kulturális kiszolgálására nem képes. Szabadszentetornya szinte összenőtt már Orosházával, de szegény nép lakja, elegendő adóalapja a fejlődéshez sohasem lesz. A nagy és fejlődő Orosháza képes a terhek átvételére és a jobb ellátás biztosítására. Az orosházi képviselők azt sem rejtették véka alá, hogy 12-15 ezer kat. holdnyi határ átcsatolására is számítanak. A terület nélkül nem kaphat városi rangot Orosháza. Nagyszénásnak és különösen Gádorosnak szintén voltak területátcsatolási tervei, Szentetornya területéből szerettek volna kapni.  Ezt követően az érdekharcok átmenetileg csendesültek, csak 1932-től erősödtek fel újra. Közben két kezdeményezés érdemel említést: 1927-ben K. Horváth Mihály és társai a két Szentetornya szétválasztásáért folyamodtak. Pusztaszentetornya nagyközséggé alakítását kérve egyidejűleg. 1933-ban utasította el őket a megye. Az addig nem jelentős irányt Székács József nagybirtokos és hét társa képviselte, akik kb. 2700 kat. holdnyi birtokterülettel Nagyszénáshoz akartak csatlakozni. Akciójukat a Pusztaszentetornya visszaállítására törekvők is szerették volna maguk mellé állítani. Szentetornya képviselő-testülete szerint a terület közigazgatási ellátása jó volt, másfelől 12 ezer pengő adóalap kiesését nem akarták elviselni. A Nagyatádi-földreform során 63 házhelyet a Nagyszénás belterületéhez közeli szentetornyai határrészen kaptak meg a szénásiak. E területnek a jogos átcsatolását Nagyszénás község kérte Szentetornyától, sikertelenül.  A felosztás körüli vita 1932-től ismét magasabb szintig eljutott szakasza az 1924-ben és 1927-ben befutott vélemények feletti miniszteri döntés hiánya következtében bontakozott ki. 1932 tavaszán a megye főispánja közölte Orosházával, hogy 4000  vagy 8600 kat. hold átcsatolásáról lehet szó. Az orosházi képviselő-testület csak 8600 kat. holdat akart elfogadni, mert kiszámította, hogy 50 százalékos községi pótadó mellett ez esetben már haszon származik az átvételből, hiszen az orosháziaknak elsősorban csak anyagilag volt fontos kihasználni Szentetornyát.

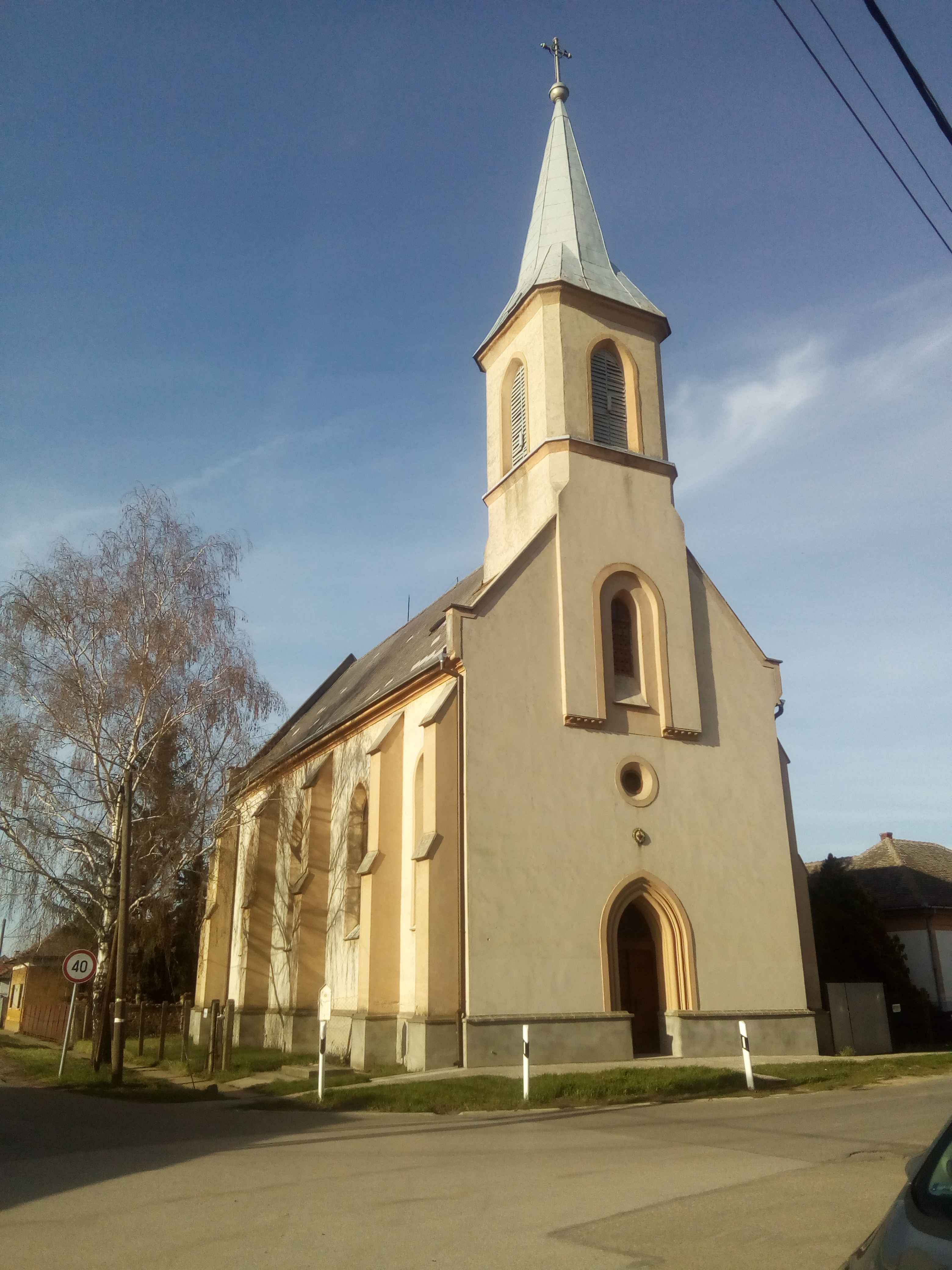
Katolikus templom. Szentetornya, Kosztolányi utca

A vármegye gyűlése 1933 tavaszán a gordiuszi csomót az alábbiak szerint próbálta átvágni:
Szentetornya 15 966 kat. holdnyi területéből 7499 kat. holdon maradjon meg Szentetornya,
- 2602 kat. hold kerüljön Gádoroshoz,
- 48 kat. hold Nagyszénáshoz ,
- 5717 kat. hold pedig Orosházához.

Szentetornya képviselő-testülete ezzel szemben a kettéosztást kérelmezte: Szabadszentetornya 7840 kat. holdas, Pusztaszentetornya pedig 8126 kat. holddal bíró határral önállósuljon. Ez is mutatja hogy a Szentetornyaiak nem akartak eltűnni, beolvadni más településekbe.
Az 1933 tavaszi megyei határozat miniszteri jóváhagyása késett, a belügyminisztériumi vélemény 1936-ra némileg módosult is. A módosítás Orosháza kárára szólt, s nem kívánta mellőzni a szentetornyai véleményeket sem. Változatlanul 2602 kat. holdat és kb. ötszáz lakost csatolt volna Gádoroshoz, de 3648 kat. holdat Nagyszénáshoz. 4880 kat. holdon, 870 lakossal önálló kisközséggé alakította volna Pusztaszentetornyát, valamint kb. 5200 kat. holdon, 3567 lakossal nagyközségi jogállással megalakította (meghagyta) volna Szentetornyát. Az 1936-ig kiformálódott főhatósági elképzeléseket a tanyakérdés újabb kormányzati kézbevétele félreszorította. Az alább tárgyalásra kerülő 1935. évi adatfelvételre épült és 1937-ben publikált miniszteri tervezet már nem tartotta célszerűnek Pusztaszentetornya bármilyen formájú visszaállítását. Szentetornya ügyében 1945 végéig döntés nem történt.  A község két része nem a lakosságszám, hanem inkább a befizetett földadó arányában kapott képviseleti lehetőséget az egységes képviselő-testületben: a választott tagok fele-fele arányban kerültek be,  az I. kerület adta a többséget. A hét esküdtből négyet adott az I. kerület, hármat a II. kerület.
1937. évi tervezet Szabadszentetornya néven 3131 lakossal, 4641 kat. hold területtel kívánt községet alakítani (kiemelni). Jurenákmajor néven, ott elhelyezkedő központtal és Vaskapukörnyék megnevezés alatt a szarvasi vasút mentén kiformálódó centrummal pedig két tanyakörzetet akart szervezni. Az elsőnek 3175 kat. holdon 812 lakosa, a másodiknak 3673 kat. holdon 795 lakosa volt. A részletes tervezet tehát nem kívánta Szentetornya felosztását a szomszéd települések között, hanem a megerősített anyaközséghez tanyakörzeteket próbált csatolni.  Szentetornyán a már leírt körülmények uralkodtak (jegyzői hivatal a tanyavilágban, kirendeltség a faluban). Most is kérték az új községházát jegyzői lakással, s két további szolgálati lakást. A pusztaszentetornyai községháza és a falu közötti hat kilométeres műutat ugyancsak kérték.
A Kiscsákón közvetlenül érdekelt lakosok Csizmadia András országgyűlési képviselő vezetésével gyors ellenakcióba kezdtek. 1937 februárjában tiltakozó küldöttség kereste fel a belügyminisztert és a miniszterelnököt. Hivatkoztak arra is, mennyit áldozott már Orosháza Kiscsákó ellátására, a fő érvük azonban a legerősebb volt: Kiscsákón évi 11 669 pengő földadót vetnek ki. Ebből 7869 pengőt fizetnek a parasztbirtokosok (1879 kat. hold után) és 3805 pengőt a nagybirtok (1024 kat. hold után). 145 parasztgazda, akik együttesen 6307 pengőt „képviselnek" a földadóból, írásban kijelentették, hogy Orosháza része kívánnak  maradni birtokukkal.  Az 1886. évi 22. törvény alapján, miután a földadó több mint ötven százalékát fizetik, akaratukat nem lehet figyelmen kívül hagyni. A belügyminiszter 1940 februárjában tért vissza a kérdésre: Elejtve a Nagyszénáshoz csatlakozás gondolatát, Kiscsákó-Gáspártelekből úgy kívánt önálló kisközséget szervezni, hogy átcsatolta volna hozzá 250 lakossal és 778 kat. hold területtel Nagyszénás- Újpusztát. Míg Kiscsákó önálló kisközséggé szervezését a belügyminiszter kezdeményezte s az érintett lakosok akadályozták meg,mert ők Orosházához akartak csatlakozni.
Orosháza képviselő-testülete 1940 szeptemberében arra kérte a minisztert, hagyja Kiscsákót a meglévő állapotában. Ha elcsatolására kerülne a sor, Orosházát kárpótolni kell Szentetornyából és a vásárhelyi puszta Kakasszék részéből.

#### A beolvasztás
A tanyavilágot érintő kormányrendeletek közül a közigazgatási területrendezést körvonalazó 4330/1945. M. E. sz. rendeletnek mutatkozott az első hatása, Kiscsákó esetében. A régóta húzódó ügyet felmelegítve ismét foglalkoztak a nagyközséggé alakítás lehetőségével. Iszlay Kálmán csákói segédjegyző kb. 5000 kat. hold területen, 3000 lakossal, 350-400 tanyával rendelkező tanyaközséget vázolt fel, Csorvás határából csatlakozó kb. 1200 emberrel és 3425 kat. holddal. Orosháza képviselő-testülete nem akarta akadályozni Kiscsákó önállósulását. Amikor Orosháza várossá nyilvánításának híre megérkezett, Kiscsákó lakói szinte biztosra vették a községalakítást. Aztán 1947-ben levették a napirendről és Kiscsákó is az „új város” Orosháza része maradt. Ám előtte 1946-ban Szentetornyát Orosházához csatolták. Itt véget is ér a település története. Elkezdődött a beolvasztás, amely nem járt nagy fejlesztésekkel és a Szentetornyaiak minden álmát szerte foszlatta. A hatvanas évektől megindul az elsorvasztás, az akkori rendszer követelményeinek megfelelően a vidéki emberek városba csalogatásával, vagy éppen kényszerítésével. Megszűnik Szentetornya infrastruktúrájának fejlesztése és a figyelem a városra irányul. Munkahelyek létesülnek, lakótelepek épülnek, oda csalva ezzel a falvak lakóit. Szentetornyán is megkezdődik egy vándorlás és csak a gazdálkodó családok, valamint a hagyományaikat, emlékeiket feladni nem akarók maradnak itt.

## Híres szülöttei
- Justh Zsigmond (1863-1894) író, drámaíró (Pusztaszenttornya)

## Látnivalók
- Szent László Katolikus Templom
- Evangélikus templom